# Клоэте
Клоэте (исп. Cloete) — рабочий посёлок в Мексике, штат Коауила, входит в состав муниципалитета Сабинас. Численность населения, по данным переписи 2020 года, составила 3447 человек.

## Общие сведения
Посёлок назван в честь основателя — Уильяма Бродерика Клоэте.
Посёлок расположен в 7 км от муниципального центра, города Сабинас.
Основным видом деятельности является добыча полезных ископаемых.